# غلاف الأرض الجوي

طبقات الغلاف الجوي

غلاف الأرض الجوي هو طبقة من خليط من غازات تحيط بالكرة الأرضية مجذوبة إليها بفعل الجاذبية الأرضية. ويحتوي على 78.09% من غاز النيتروجين و20.95% أكسجين  و0.93% آرغون و 0.04% ثنائي أكسيد الكربون وبخار الماء، وهيدروجين، وهيليوم، ونيون، وزينون. ويحمي الغلاف الجوي الأرض من امتصاص الأشعة فوق البنفسجية ويعمل على اعتدال درجات الحرارة على سطح الكوكب.
يعتبر الغلاف الجوي مستودعاً كبيراً للمياه يستخدم لنقل الماء حول الأرض، إذ يصل حجم الماء الموجود في الغلاف الجوي إلى حوالي 12.900 كيلومتر مكعب يتساقط معظمها على شكل أمطار في المحيطات والبحار حيث أنه إذا حدث وسقطت كل المياه الموجودة في الغلاف الجوي في آن واحد كأمطار فإنها ستغطي الكرة الأرضية بعمق يصل إلى 2.5 سم. ويقدر ثقل السحب التي يحتويها بآلاف المليارات من الأطنان.

## تكون الهواء
يحتوي الهواء على خليط من الغازات، تمتد من سطح الأرض إلى الفضاء الخارجي. وتعمل الجاذبية الأرضية على تثبيت الغلاف الجوي حول الأرض. وتتحرك الغازات بحرية فيما بينها. ويعبر ضوء الشمس، الذي يتكون من خليط من جميع الألوان (الأبيض)، الغلاف الجوي فتعمل جزيئات الهواء على تشتيته في كل الاتجاهات.
يقوم الغلاف الجوي بتشتيت اللونين الأزرق والبنفسجي، فتبدو الشمس باللون الأصفر بينما تبدو السماء زرقاء اللون لأن الضوء الأزرق أكثر تشتتًا من غيره من الألوان. ولا يمكن للإنسان رؤية اللون فوق البنفسجي بسبب أن عينه لا تحتوي على مستقبلات للضوء فوق البنفسجي.

### غازات الهواء
النيتروجين والأكسجين من الغازات الرئيسية في الهواء. ويحتوي الهواء على غيرهما من الغازات مثل بخار الماء وثنائي أكسيد الكربون والنيون والأرجون والهيليوم والكريبتون والهيدروجين والزينون والأوزون. أما بخار الماء في الهواء فهو ماء على شكل غاز غير مرئي. ويشكل النيتروجين 78% من الهواء الجاف (خالٍ من بخار الماء)، ويشكل الأكسجين 21% من الهواء الجاف. ويحتوي الباقي (1%) بشكل رئيسي، على الأرجون وغيرها من الغازات الأخرى. وبعض الغازات في الغلاف الجوي مهمة جدًا. فعندما نتنفس، نأخذ الأكسجين من الهواء ونُخرج ثنائي أكسيد الكربون. وتأخذ النباتات الخضراء ثنائي أكسيد الكربون وتطلق الأكسجين في عملية صناعة الغذاء أو ما يسمى بعملية التركيب الضوئي. ويؤدي الأكسجين في الجو دورًا في بعض العمليات الكيميائية كصدأ الحديد وتصنيع الخل من عصير التفاح. وتحتاج معظم أنواع الوقود الأكسجين لكي تحترق. وتقوم بعض أنواع البكتيريا في التربة بتحويل النيتروجين في الجو إلى أسمدة كيميائية للنبات.
ويساعد ثنائي أكسيد الكربون وبخار الماء على بقاء الأرض دافئة، حيث يمنعان جزءًا من حرارة سطح الأرض التي تكتسبها من أشعة الشمس من التسرب إلى الفضاء الخارجي. ويُعرف هذا السلوك من قبل الغازات بتأثير البيت المحمي (greenhouse effect)، (عمليّة الاحتباس الحراري). ويلزم وجود بخار الماء في الجو لتشكيل الأمطار والثلوج. والأوزون شكل من أشكال الأكسجين، يمتص جزءًا كبيرًا من الأشعة الشمسية فوق البنفسجية غير المرئية والضارة. ويحتوي الغلاف الجوي على الرطوبة الجوية التي هي على شكل ذرات من بخار الماء. ويدخل البخار إلى الغلاف الجوي عندما يتبخر الماء من المحيطات والبحيرات والأنهار، ومن التربة الرطبة ومن النباتات. ومع ارتفاع كمية بخار الماء في الهواء تزيد الرطوبة التي تعتمد على درجة الحرارة وعلى موقع المكان. فالهواء الملامس للمسطحات المائية ترتفع فيه الرطوبة، بينما تنخفض في الصحراء ويكون الهواء جافًا. والهواء الدافئ يمكن أن يحمل كمية من البخار أكثر من الهواء البارد. لذلك، تتباين الرطوبة مع اختلاف الطقس، فيكون الهواء أقل رطوبة في الأيام الصافية منه في الأيام الغائمة. وعندما يبرد الهواء لدرجة كافية، يتحول البخار إلى قطرات من الماء أو إلى بلورات ثلجية. وتسمى هذه العملية بالتكاثف (condensation). وتسمى درجة الحرارة التي يبدأ بخار الماء عندها بالتكاثف نقطة الندى. وعندما تظهر حبيبات الماء على سطح كأس الماء البارد، يكون الهواء الملامس للكأس قد برد إلى درجة أقل من نقطة الندى. وعند نقطة الندى، تكون الرطوبة النسبية 100%. والرطوبة النسبية هي كمية بخار الماء الحقيقية الموجودة في الهواء عند درجة حرارة معينة، منسوبة إلى كمية بخار الماء التي يمكن أن يحملها ذلك الهواء عند درجة التشبع في نفس درجة الحـرارة. وعندما تصل الرطوبة النسبية إلى 100%، يكون الهواء قد وصل إلى الحد الأقصى لتحمله لبخار الماء. وفي بعض الحالات قد تهطل الأمطار دون أن تصل الرطوبة النسبية إلى 100% قرب سطح الأرض، ولكنها قد تزيد عن ذلك في السحب. وكلما ارتفع الهواء قلت درجة حرارته. ولذا، فإن السحب تتكون عندما تبرد كتلة ضخمة من الهواء الرطب بسبب ارتفاعها إلى أعلى، فتنخفض درجة الحرارة إلى ما دون نقطة الندى. وتحتوي السحب على هواء مملوء بكميات هائلة من قطرات الماء أو بلورات الثلج. وتسقط الأمطار أو الجليد عندما تصبح قطرات الماء أو بلورات الثلج من الثقل بحيث تسقط خارج السحب. والضباب سحب قريبة من سطح الأرض.

### جسيمات في الهواء
الجسيمات في الهواء: يحتوي الهواء على العديد من الجسيمات الصلبة المتناهية الصغر والمسماة الهباء الجوي. ويصل قطر معظمها إلى 0.1 ميكروميتر. لذلك فهي غير مرئية، إلا عندما تتجمع بكميات ضخمة. ويأتي العديد من جسيمات الهباء الجوي إلى الهواء من البراكين النشطة، ومن عوادم السيارات والغابات والحرائق ودخان المصانع. كما تثير الرياح جسيمات الرمل والغبار من سطح الأرض إلى الهواء. وأيضًا تضم جسيمات الهباء الجوي العالقة في الهواء حبوب لقاح الأشجار وأملاح البحار والجسيمات النيزكية وكائنات حية متناهية الصغر تسمى الميكروبات. ومع مرور الوقت تستمر إضافة جسيمات الهباء الجوي إلى الغلاف الجوي، إلا أنها لا تبقى عالقة في الهواء إلى الأبد. إذ تتولى الأمطار والجليد إزالتها من الهواء، حيث يصبح الهواء منعشًا بعد تساقط الأمطار والثلوج. أما الجزء الآخر من الهباء الجوي فيسقط تدريجيًا على سطح الأرض. تتفاوت كمية جسيمات الهباء الجوي في الهواء قرب الأرض من مكان إلى آخر، حيث يحتوي المتر المكعب من الهواء فوق المحيطات على مليار جسيم، بينما يضم المتر المكعب من الهواء فوق المدن الكبرى حوالي 100 مليار جسيم. ونظرًا لقلة الهباء الجوي في طبقات الجو العليا فإن الهواء عادة ما يكون أكثر نقاء.

## طبقات الجو

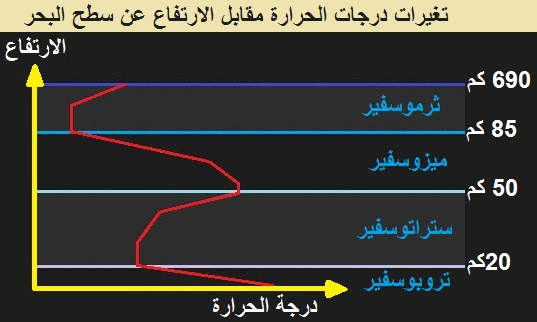
رسم يبين تغيرات درجة الحرارة في طبقات الغلاف الجوي للكرة الأرضية مقابل الارتفاع عن سطح البحر.

يتكون الغلاف الجوي من ست طبقات رئيسية تتداخل في بعضها مما يجعل الفصل بينها غير ممكن تقريبا وهذه الطبقات هي:

### المتكور الدوار - التروبوسفير
المتكور الدوار (التروبوسفير) (بالإنجليزية: Troposphere)‏ وهي الطبقة التي تبدأ من سطح الأرض وتمتد إلى ارتفاع حوالي 10كم وتحدث فيها معظم التغيرات الجوية التي نلمسها يوميا. وهي الطبقة التي تحتوي على معظم بخار الماء والأكسجين (O2) وثنائي أكسيد الكربون (CO2) وتتركز فيها أنشطة الإنسان. أغلب السحب تكون في المتكور الدوّار (التروبوسفير)، لأن حوالي 99% من الماء المتواجد في الغلاف الجوي يكون في هذه الطبقة. تقل فيها درجات الحرارة مع زيادة الارتفاع.

### المتكور الطبقي - الستراتوسفير
المتكور الطبقي (الستراتوسفير) (بالإنجليزية: Stratosphere)‏ وهي الطبقة التي تعلو المتكور الدوّار (التروبوسفير)، وسُمكها حوالي 50 كيلو متراً تقريبا فوق طبقة التروبوسفير (التي سُمكها حوالي 10كم كما تقدّم)، و يصل ارتفاعها إلى حوالي 60 كم فوق سطح البحر. وتتميز هذه الطبقة بخلوها من التقلبات المختلفة أو العواصف. ويوجد بها حزام يُعرف بطبقة الاوزون التي تمتص الأشعة فوق البنفسجية ذات الطاقة العالية وتحولها إلى حرارة، فتحمي سطح الأرض من مخاطر الأشعة فوق البنفسجية. ولهذا تزداد درجة الحرارة كلما ارتفعنا في طبقة المتكور الطبقي (الستراتوسفير). على الرغم من ارتفاع هذه الطبقة عن سطح البحر إلا أنها تتميز بدرجة حرارة مرتفعة بسبب وجود طبقة الاوزون (O3) والتي يبلغ سمكها حوالي 30 كلم والتي تقوم بحجب الأشعة فوق البنفسجية التي تصدر من الإشعاع الشمسى.

### المتكور الأوسط - الميزوسفير
المتكور الأوسط (الميزوسفير) (بالإنجليزية: Mesosphere)‏. هي ثالث طبقات الجو بعد التروبوسفير (المتكور الدوار) والستراتوسفير (المتكور الطبقي) ويتراوح ارتفاعها مابين 80 إلى 85 كلم عن سطح البحر، أي أن سُمكها حوالي 20كم فوق الستراتوسفير. والميزوسفير هي أبرد طبقة في الغلاف الجوي حيث يُمكن أن تصل درجة الحرارة إلى -100°م (تحت الصفر) في هذه الطبقة. تتميز هذه الطبقة بارتفاع درجة حرارة الهواء في قسمها السفلي ثم تنخفض بالتدريج مع الارتفاع إلى أعلى النهايات العليا للطبقة. تحترق معظم الشهب والنيازك الساقطة والمتجهة إلى سطح الكرة الأرضية في هذه الطبقة. يساعد الامتداد العظيم للغلاف الجوي في الفضاء إلى احتراق الملايين من الشهب وحماية الحياة على الأرض.

### المتكور الحراري - الثرموسفير
المتكور الحراري (الثرموسفير) (بالإنجليزية: Thermosphere)‏ يشكل المتكور الحراري الطبقة الرابعة من الغلاف الجوي. يرتفع المتكور الحراري فوق سطح البحر إلى ارتفاع يتراوح بين 500 كم عندما تكون الشمس نشيطة، وبين 1000 كم عندما تكون الشمس هادئة. وبذلك يتراوح سمكها فوق حد ميزوبوز بين 420- 670 كم على التوالي. ولا يوجد بينها وبين الطبقة الجوية التي تليها حد حراري، ولذلك تحدد قمتها بحد ثرموبوز على أساس تركيبها الغازي. تثبت درجة حرارتها عند درجة الحرارة -93 ْ مئوية لعدة كيلومترات في أسفلها ثم تتزايد تدريجياً مع الارتفاع خلالها، إذ تبلغ نحو 700 ْ مئوية عند ارتفاع 300 كم، لكنها قد تناهز 2000 ْ مئوية عندما تكون الشمس نشيطة وتظل درجة الحرارة على وضعها حتى نهاية المتكور الحراري وخلال الطبقة الجوية التي تليها. ويبدو واضحاً أن اسمها قد أشتق من كلمة (Thermo) الإغريقية والتي تعني حارا للدلالة على شدة الحرارة فيها.
يكون الهواء رقيقا في هذه الطبقة، وتحدث ظاهرة الشفق القطبي (الأورورا) (بالإنجليزية: aurora)‏ أي الأنوار التي تظهر في القطب الشمالي والقطب الجنوبي في المتكور الحراري (الثيرموسفير).
تقع محطة الفضاء الدولية في هذه الطبقة، أي في المتكور الحراري (الثيرموسفير).

### المتكور المتأين - الأيونوسفير
- المتكور المتأين (الغلاف الأيوني) (بالإنجليزية: Ionosphere)‏ وهي الطبقة التي تعلو الميزوسفير من ارتفاع 80 كيلومتر تقريبا وحتى 125 كيلومتر أو أكثر وتوجد في طبقة الثيرموسفير في الجزء السفلي منها وتتميز تلك الطبقة بخفة غازاتها ووجودها في الحالة المتأينة يسود فيها غاز الاوكسجين والنيتروجين والهيليوم اما في الجزء العلوي من الثيرموسفير فيوجد غاز الهيدروجين بنسبة عالية

### المتكور الخارجي - الإكسوسفير
- المتكور الخارجي (الطبقة الأخيرة الخارجية) من الغلاف الجوي (الإكسوسفير) (بالإنجليزية: Exosphere)‏ تشكل طبقة إكسوسفير الطبقة الأخيرة الخارجية من الغلاف الجوي، وقد أشتق اسمها من كلمة “Exo” التي تعني خارج. تمتد طبقة إكسوسفير مرتفعة فوق طبقة ثرموسفير وحتى نهاية الغلاف الجوي عند ارتفاع يناهز 190000 كم. وتصبح جزيئات الهواء نادرة الوجود في طبقة إكسوسفير إلى حد إنها تعد غير موجودة، فمثلاً، عند أسفلها من الممكن أن تنطلق ذرة غازية نحو 10 كم قبل أن تصطدم بذرة غازية أخرى. وعادة يعرف العلماء المسافة التي تقطعها الذرات الغازية قبل أن تصطدم مع ذرة أخرى بالممر الحر.

## الرطوبة الجوية
وهي على شكل ذرات من بخار الماء، ويدخل البخار إلى الغلاف الجوي عندما يتبخر الماء من المحيطات والبحيرات والأنهار، ومن التربة الرطبة ومن النباتات. ومع ارتفاع كمية بخار الماء في الهواء تزيد الرطوبة التي تعتمد على درجة الحرارة وعلى موقع المكان. فالهواء الملامس للمسطحات المائية ترتفع فيه الرطوبة، بينما تنخفض في الصحراء ويكون الهواء جافًا. والهواء الدافئ يمكن أن يحمل كمية من البخار أكثر من الهواء البارد. لذلك، تتباين الرطوبة مع اختلاف الطقس، فيكون الهواء أقل رطوبة في الأيام الصافية منه في الأيام الغائمة. وعندما يبرد الهواء لدرجة كافية، يتحول البخار إلى قطرات من الماء أو إلى بلورات ثلجية. وتسمى هذه العملية بالتكاثف. وتسمى درجة الحرارة التي يبدأ بخار الماء عندها بالتكاثف نقطة الندى. وعندما تظهر حبيبات الماء على سطح كأس الماء البارد، يكون الهواء الملامس للكأس قد برد إلى درجة أقل من نقطة الندى. وعند نقطة الندى، تكون الرطوبة النسبية 100%. والرطوبة النسبية هي كمية بخار الماء الحقيقية الموجودة في الهواء عند درجة حرارة معينة، منسوبة إلى كمية بخار الماء التي يمكن أن يحملها ذلك الهواء عند درجة التشبع في نفس درجة الحـرارة. وعندما تصل الرطوبة النسبية إلى 100%، يكون الهواء قد وصل إلى الحد الأقصى لتحمله لبخار الماء. وفي بعض الحالات قد تهطل الأمطار دون أن تصل الرطوبة النسبية إلى 100% قرب سطح الأرض، ولكنها قد تزيد عن ذلك في السحب. وكلما ارتفع الهواء قلت درجة حرارته. ولذا، فإن السحب تتكون عندما تبرد كتلة ضخمة من الهواء الرطب بسبب ارتفاعها إلى أعلى، فتنخفض درجة الحرارة إلى ما دون نقطة الندى. وتحتوي السحب على هواء مملوء بكميات هائلة من قطرات الماء أو بلورات الثلج. وتسقط الأمطار أو الجليد عندما تصبح قطرات الماء أو بلورات الثلج من الثقل بحيث تسقط خارج السحب. والضباب سحب قريبة من سطح الأرض.

## كيف يتصرف الهواء

### الوزن والضغط
لا نستطيع في العادة الشعور بوزن الهواء، لأن الهواء أقل من وزن الأجسام الصلبة والسائلة بكثير. ولكن يمكن التأكد بأن للهواء وزنًا من خلال تجربة بسيطة. أولاً، نفرِّغ الهواء من زجاجة بوساطة مضخة شفط. ثم نغلق الزجاجة ونزنها. ثانيًا، نزيل الغطاء، فيدخل الهواء إلى الزجاجة. وعندما نزن الزجاجة مرة أخرى فإن وزنها يكون أكبر، فيكون الوزن الإضافي هو وزن الهواء. يتكون الهواء بصورة رئيسية من النيتروجين والأكسجين. إذ يشكلان 99% من الهواء الذي أزيلت منه الرطوبة. ويمثل الأرجون وبقية الغازات الأخرى 1% فقط. يزن المتر المكعب من الهواء عند سطح البحر حوالي 1170جم، بينما يصل وزن الغلاف الجوي المحيط بالكرة الأرضية حوالي 5,200,000,000,000,000 طن متري. ويمثل وزن الهواء من أعلى الغلاف الجوي خلال طبقات الجو إلى سطح الأرض ضغط الهواء أو ما هو متعارف عليه بالضغط الجوي. ويبلغ الضغط الجوي في متوسطه عند سطح البحر حوالي 1،033كجم/سم² (101,3 كيلو باسكال). فالهواء يضغط على كاهلنا بوزن يصل إلى 0,9 طن متري. ولا نشعر بهذا الضغط لأن هناك ضغطًا يساويه من داخل أجسامنا وفي جميع الاتجاهات. يقـاس الضغـط الجـوي بجهـاز يسمى البارومتر. ويعبّر البارومتر الزئبقي عن الضغط الجوي بالمليمتر زئبق أو وحدة قياس تُدعى بار أو مليبار. والبار هو وحدة الضغط الجوي في النظام المتري. والمليبـار يعـادل 0,001 من البار. ويبلغ متوسط الضغط الجوي عند سطح البحر 760ملم زئبق أو 1,013 مليبار. وعادة ما يكون الضغط الجوي أقل في الأيام العاصفة والأيام الرطبة منه في الأيام الصافية والأيام الجافة. لذلك يدل انخفاض الضغط الجوي على اقتراب عاصفة. وفي طبقات الجو العليا يكون الضغط الجوّي أقل من ضغط الهواء قرب سطح الأرض، وذلك بسبب تناقص ضغط الهواء من أسفل إلى أعلى. فعندما تصعد إلى بناية شاهقة بوساطة مصعد سريع، يمكنك الشعور بتغير الضغط الجوي، حيث يقل الضغط الجوي داخل المصعد مع الارتفاع، بينما يبقى ضغط الهواء داخل الأذن كما هو. وهذا الاختلاف في الضغط يجعل طبلة الأذن تندفع نحو الخارج بهدوء حتى يجد بعض الهواء مخرجًا من الأذن. ونستعمل الضغط الجوي كقوة في عدة وجوه. فعندما نشفط مشروبًا خلال ماصَّة، على سبيل المثال، فإننا في الحقيقة لا نسحب السائل إلى أعلى خلال الماصة، وإنما نقوم بشفط الهواء منها، فيصبح الضغط داخلها أقل من الضغط على السائل خارج الماصَّة، فيعمل الضغط فوق السائل على دفع السائل من الكأس إلى أعلى خلال الماصَّة إلى الفم. وبنفس الطريقة تعمل المضخات الماصَّة والمكانس الكهربائية.

### حركة الهواء
يتحرك الهواء على سطح الأرض في شكل رياح. وتسبب حرارة الشمس حركة الرياح نظرًا لعدم تسخينها لسطح الأرض بشكل متساوٍ. فالهواء الواقع فوق المناطق الدافئة يتمدد ويصبح أخف وزنًا. وهنا يرتفع الهواء منشئًا منطقة ذات ضغط منخفض قرب سطح الأرض. وتنشأ الرياح عندما ينتقل الهواء الأبرد والأثقل نحو المناطق ذات الضغط المنخفض ليحل مكان الهواء الصاعد إلى أعلى. وغالبًا ما تنشأ الرياح عل طول أحد شواطئ المحيط خلال النهار، لأن اليابسة تسخن بصورة أسرع من الماء. فالهواء الموجود فوق الشاطئ يصبح أدفأ من الهواء فوق الماء، فيرتفع الهواء الدافئ إلى أعلى ويحل محله هواء أبرد قادم من داخل المحيط، مشكِّلاً ما يُعرف بنسيم البحر. وفي الليل يصبح الهواء فوق الشاطئ أبرد من الهواء الملامس لمياه المحيط. وهنا ينعكس اتجاه الرياح، فيهب النسيم خارج اليابسة نحو البحر ويشكل نسيم البر. يرتفع الهواء الدافئ فوق خط الاستواء باستمرار. فتهب الرياح الباردة من الشمال والجنوب بصورة دائمة لتحل محل الهواء الصاعد. وينتج عن حركة الهواء هذه نطاقان من الرياح تسمى الرياح التجارية. ولا تهب هذه الرياح نحو خط الاستواء بخطوط مستقيمة بسبب دوران الأرض حول نفسها، حيث تميل الرياح التجارية شمال خط الاستواء إلى يمين اتجاهها الأصلي، أي أنها تتجه صوب الجنوب الغربي. أما الرياح التجارية جنوب خط الاستواء فإنها تنحرف إلى يسار اتجاهها الأصلي، وتتجه نحو الشمال الغربي. ويسمى تأثير دوران الأرض على اتجاه الرياح بالقوة الكريوليسية أو التأثير الكريوليسي (المفعول الكريوليسي). كما تؤثر القوة الكريوليسية على مسارات الرياح في أربعة نطاقات حول الكرة الأرضية. وهذه النطاقات هي: الرياح الغربية السائدة والرياح الشرقية القطبية شمال وجنوب الكرة الأرضية. تظهر تيارات من الرياح في الجزء العلوي من الطبقة السفلى للغلاف الجوي، على ارتفاع 10-15كم فوق سطح الأرض. وتدعى هذه الرياح التيارات النفاثة، حيث تزيد سرعة الرياح في وسط التيار النفاث عن 320كم/ساعة. وتسُمى أنظمة الرياح الدوارة الأعاصير الحلزونية والأعاصير الحلزونية المضادة. وتدور رياح الأعاصير إلى الداخل نحو مركز الضغط المنخفض، بينما تدور الرياح في الأعاصير الحلزونية المضادة إلى الخارج حول مركز الضغط المرتفع.

### مقاومة الهواء
يقاوم الهواء حركة الأجسام التي تتحرك خلاله. وتنشأ هذه المقاومة عن حركة الأجسام واحتكاكها بذرات وجزيئات الغازات المكونة للهواء. فقطعة الورق في الهواء تهبط ببطء نحو الأرض بسبب مقاومة الهواء لها، كما أن مقاومة الهواء تُخفِّض سرعة القافزين بالمظلات. وفي الأيام الأولى من استخدام الطيران، كانت سرعة الطائرات منخفضة نسبيّا بسبب اصطدام الهواء بمرابط الأجنحة وبالعجلات المطاطية للطائرة. فقام مهندسو الطيران بالتقليل من مقاومة الهواء بجعل شكل هذه الأجزاء أكثر انسيابًا. وألغوا دعائم الأجنحة وأخفوا عجلات الهبوط في جسم الطائرة. كما وجدوا أن انسيابية مقدمة الطائرة تقلل من مقاومة الهواء. وكلما زادت سرعة الأجسام في الهواء زادت مقاومة الهواء لها. فعلى سبيل المثال، تزداد مقاومة الهواء لك وأنت راكب دراجة هوائية كلما زادت سرعتك. وتولد مقاومة الهواء الحرارة، فالجسيمات النيزكية تتحرك في الهواء بسرعة عالية مما يزيد من مقاومة الهواء لها فتصبح بذلك ساخنة جدًا. ولهذا السبب، فإن معظم الجسيمات النيزكية تتوهج وتلمع، ومن ثم تحترق قبل أن ترتطم بسطح الأرض. فالمركبات الفضائية تصنع من مواد تصمد أمام الحرارة الشديدة الناتجة عن مقاومة الهواء.

### انضغاط الهواء
يمكن ضغط الهواء في داخل أسطوانات أو خزانات فولاذية حتى يصل الضغط بها مئات أضعاف الضغط الجوي العادي. ويسمى الهواء في هذه الحالة الهواء المضغوط. وعندما يتعرض الهواء للضغط، فإن سرعة ذراته وجزيئاته تصبح أعلى، وبسبب هذه السرعة فإن الهواء يصبح أسخن. يستخدم الناس الهواء المضغوط لنفخ العجلات والمفارش الهوائية، وبعض الغواصين يتنفسون الهواء من أسطوانات مملوءة بالهواء المضغوط مثبتة على ظهورهم، حيث يحمل الغواصون أسطوانات مملوءة بالهواء المضغوط يصل حجمه 1/200 من حجمه الأصلي. وهناك غواصات تشبه المقصورات تسمى خزانات الصابورة تنساب مع الماء. وتصعد إلى سطح الماء بفعل تدفق المياه منها بقوة الهواء المضغوط. كما يستخدم الهواء المضغوط في الكوابح وعلب المبيدات الحشرية ورش الأصباغ والحفارات وغيرها من العدد الهوائية.

## الغازات
ويمثل النيتروجين نسبة 78% من مجموع أحجام هذه الغازات، ويكون الأكسجين 21% من حجم هذا الغلاف، أما الجزء الباقي من الغلاف الهوائي فإن معظمه يتألف من بخار الماء وثنائي أكسيد الكربون.
ونظراً لزيادة كثافة كل من بخار الماء وثنائي أكسيد الكربون عن كثافة غيرهما من الغازات الأخرى فإننا نجدهما في طبقات الجو القريبة من الأرض، ومن المعروف أن حوالي 90% من بخار الماء العالق في الهواء ويوجد في طبقة من الجو يصل ارتفاعها إلى 6 كيلومترات فوق مستوى سطح البحر، وتوجد في الغلاف الهوائي كميات كبيرة من الأجسام الصلبة العالقة، وهذه الأجسام الصلبة عبارة عن ذرات دقيقة من الغبار والأتربة والأملاح والدخان المتصاعد من المصانع والسيارات والقاطرات والبواخر، وتسبب المواد العالقة التلوث لا للغلاف الهوائي فحسب، بل للغلاف المائي كذلك. وعلى الرغم من سلبيات هذه الأجسام الصلبة فإن لها فوائد لا بأس بها، مثل تكاثف بخار الماء حولها ونزوله على هيئة قطرات من الماء أو الثلج أو البرد. ومن الملاحظ أن كثيراً من الأمطار التي تصيب المناطق الداخلية في منطقة السعودية تسبقها العواصف الرملية.

## تلوث الغلاف الهوائي
يتلوث الغلاف الجوي عندما توجد فيه مواد غريبة أو عندما يحدث تغيير مهم في النسب المكونة له، وتوجد هذه المواد الغريبة في الجو بصورة صلبة أو سائلة أو غازية، وتعد المصانع ونواتج الاحتراق والمركبات ذات المحركات أهم مصادر التلوث الجوي في الوقت الحالي.
فضلاً عن التجارب النووية والمبيدات الحشرية، وقد أحصى العلماء أكثر من مئة مادة ملوثة للجو ولها آثار مدمرة على البيئة وعلى التوازن الحيوي. وأصبح التلوث يهدد طبقة الأوزون التي تحمي الأرض من أخطار الأشعة الضارة. وتعد السيطرة على انتشار التلوث من أهم أسباب مكافحته، وخاصة مخلفات المصانع والسيارات، وتعد المحافظة على الغطاء النباتي من أبرز عوامل تنقية وتصفية الجو من التلوث.

## أهمية الغلاف الجوي
- يزود المخلوقات الحية بالهواء للتنفس.
- يسمح بنفاذ الأشعة المرئية والاشعة تحت الحمراء وغيرها من الاشعاعات الحرارية والضوئية القادمة من الشمس والتي تمتصها الأرض مما يوفر الدفء والحماية.
- يقي سطح الأرض من الإشعاعات فوق البنفسجية الضارة التي تسبب امراض عديدة مثل سرطان الجلد وامراض جلدية وبصرية كثيرة.
- يساهم في تنظيم وتوزيع درجات الحرارة السائدة على سطح الكرة الأرضية حيث ينظم وصول أشعة الشمس ويمنع نفاذ كل الإشعاع الأرضي إلى الفضاء الخارجي، ولو لم يكن هناك غلافا جويا للأرض لتجاوز المدى اليومي 200 درجة حرارية.
- يقوم بتوزيع بخار الماء على مناطق العالم المختلفة.
- حماية الكائنات الحية على سطح الأرض من الإشعاعات الكونية الضارة، وخاصة الأشعة فوق البنفسجية.
- يشكل درعاً واقياً يحمي سطح الأرض من النيازك والشهب حيث يتفتت معظمها قبل وصوله إلى سطح الأرض، نتيجة احتكاكه بالهواء واحتراقه.
- يعد واسطة اتصال تستخدمه الطائرات، وتنتقل فيه الأصوات ولولا وجود الهواء في الغلاف الجوي لساد سكون وهدوء مخيف على سطح الأرض.
- ينظم انتشار الضوء بشكل مناسب.

## تركيب الغلاف الجوي
يقسم العلماء الغلاف الجوي إلى أربع طبقات بناء على اختلاف درجـة الحـرارة. وهـذه الطبقات مرتبة مــن الأدنـى إلى الأعلى هي:
1- طبقة التروبوسفير (troposphere) ،
2- الستراتـوسـفير (الطبقة الجوية العليا) (stratosphere) ،
3- الميزوسفير (الغلاف الأوسط) (mesosphere) ،
4- الثرموسفير (الغلاف الحراري) (thermosphere).
يقل سُمك الغلاف الجوي كلما ارتفعنا عن سطح الأرض. وتتلاشى الطبقة الخارجية للغلاف الجوي بالتدريج في الفضاء الخارجي حيث تقابل الرياح الشمسية. والرياح الشمسية دفق مستمر من الجسيمات المشحونة من الشمس.

### المتكور الدوار -طبقة التروبوسفير
طبقة التروبوسفيرهي طبقة الغلاف الجوي الملاصقة لسطح الأرض، وهي الطبقة التي نعيش فيها. وتضم هذه الطبقة 75% من مجمل الغلاف الجوي. وتتم معظم التغييرات الجوية والأمطار والثلوج في هذه الطبقة تقريبًا. ويتنبأ العلماء بالطقس بدراستهم لطبقة التروبوسفير. كما تضم هذه الطبقة معظم بخار الماء والهواء الجوي في الجو. ويهب التيار النفاث في الجزء العلوي من هذه الطبقة. تتناقص درجة الحرارة في طبقة التروبوسفير حوالي 6,5°م كلما ارتفعنا إلى أعلى 1000م. ويتوقف تناقص درجة الحرارة عند بداية التروبوبوز (الفاصل السفلي) والتي تمثل الجزء الأعلى لطبقة التروبوسفير. ويقع حد التروبوبوز على ارتفاع 10كم تقريبًا فوق القطبين الشمالي والجنوبي، وعلى ارتفاع 15كم فوق خط الاستواء تقريبًا. وعند حد التروبوبوز يصبح الهواء رقيقًا جدًا بحيث لا يكفي للحياة. وعادة ما يكون الغلاف الجوي القريب من سطح الأرض أدفأ لأن أشعة الشمس التي تمر خلال الغلاف الجوي تسخن الأرض وبخار الماء. وبدورها تقوم الأرض بتسخين الهواء الملامس لها مباشرة. وفي بعض الأحيان، وبخاصة خلال الليل أثناء فصل الشتاء، يكون الهواء الملامس للسطح أبرد من الهواء الذي يعلوه. وهنا، تزداد درجة الحرارة في طبقة رقيقة من طبقة التروبوسفير كلما ارتفعنا إلى أعلى. وهذه الحالة الشاذة تسمى الانقلاب الحراري. وتظهر أسوأ حالات التلوث الجوي أثناء حدوث هذه الظاهرة، لأن الهواء البارد القريب من سطح الأرض يحتجز الملوثات ويمنعها من الانتشار أو الصعود إلى أعلى. وتدوم حالة الانقلاب الحراري حتى تقضي الأمطار أو الرياح على هذه الطبقة الهوائية الدافئة. ويكون الهواء باردًا في التروبوبوز، حيث تتكون السحب من بلورات الثلج. وأبرد جزء في طبقة التربوسفير هو التربوبوز الواقع فوق خط الاستواء، حيث يبلغ تصاعد الهواء أعلى حد له، فتهبط درجة حرارة الهواء إلى ما دون -80°م. أما درجة حرارة التروبوبوز فوق القطبين فإنها تزيد عنها فوق خط الاستواء بـ 30°م.

### المتكور الطبقي -طبقة الستراتوسفير
طبقة الستراتوسفير تمتد من التروبوبوز إلى 50كم فوق سطح الأرض تقريبًا. وكمية الرطوبة التي تصل هذه الطبقة من الغلاف الجوي قليلة جدًا، لذلك فإن السحب نادرة أيضًا. ويفضل طيارو الخطوط الجوية الطيران خلال هذه الطبقة تجنبًا لتقلبات الطقس التي يواجهونها في التروبوسفير. أما طبقة الستراتوسفير فتتميز بثبات درجة الحرارة تقريبًا، ولكن درجة حرارة الطبقة العليا منها تزداد مع ازدياد الارتفاع، حيث تصل درجة الحرارة في الطبقة السفلى -55°م بينما تصل درجة الحرارة في الجزء العلوي منها إلى -2°م فقط، وهذا الجزء من الستراتوسفير يُدعى الإستراتوبوز (الفاصل الطبقي). ويحتوي هذا الجزء على معظم غاز الأوزون الموجود في الغلاف الجوي، إذ يعمل الأوزون على تسخين الهواء هناك بسبب امتصاصه الأشعة فوق البنفسجية.

### الغلاف الأوسط - طبقة الميزوسفير
يمتد الغلاف الأوسط (طبقة الميزوسفير) من حد الإستراتوبوز إلى 80كم فوق سطح الأرض. وتتناقص درجة الحرارة في هذه الطبقة مع الارتفاع حيث تصل درجة الحرارة في الأجزاء العليا منها إلى أدنى درجة ممكنة في الغلاف الجوي المحيط بالأرض. وهذا الجزء العلوي، من طبقة الميزوسفير يُدعى الميزوبوز (حد الغلاف الأوسط). وتهبط درجة الحرارة في هذا الجزء فوق القطبين إلى ما دون -109°م خلال فصل الصيف. ويمكن مشاهدة ذيل من الغازات الحارة تنساب في هذه الطبقة بفعل الشهب. كما يمكن ملاحظة هبوب رياح في غاية العنف ضمن طبقة الميزوسفير. وتهب هذه الرياح من الغرب إلى الشرق في فصل الشتاء. ومن الشرق إلى الغرب في فصل الصيف.

### الغلاف الحراري - طبقة الثرموسفير
و الغلاف الحراري (طبقة الثرموسفير) هي أعلى طبقة في الغلاف الجوي. وتبدأ من نهاية حد الميزوبوز وتستمر إلى الفضاء الخارجي. ويتميز الهواء في هذه الطبقة بأنه خفيف جدًا، إذ إن 99,99% من الغلاف الجوي يقع أسفل منه. ويختلف التركيب الكيميائي للهواء في هذه الطبقة عن التركيب الكيميائي لبقية الطبقات المكونة للغلاف الجوي. ففي الأجزاء الدنيا من طبقة الثرموسفير، تتحطم معظم جزيئات الأكسجين إلى ذرات الأكسجين. وتحتوي الأجزاء العليا منها بشكل رئيسي على الهيدروجين والهيليوم. تواجه طبقة الثرموسفير أشعة الشمس بصورة مباشرة، فتعمل على تسخين الهواء الخفيف إلى درجة عالية جدًا. وتقفز درجة الحرارة بسرعة من الميزوبوز إلى 600°م عند ارتفاع 200كم فوق سطح الأرض. ولكن في أثناء الرياح الشمسية تصل كمية إضافية من الإشعاع والجسيمات إلى طبقة الثرموسفير. انظر:الشمس. وهنا يصبح الهواء أكثر سخونة، حيث تصل درجة الحراة إلى ما يزيد عن 2000°م على ارتفاع 400كم فوق سطح الأرض. وعندما ترتطم أشعة الشمس وغيرها من الإشعاعات القادمة من مصادر كونية أخرى بطبقة الثرموسفير، فإن بعض الجزيئات والذرات تشحن بالكهرباء أي تتأين. وتُسمى هذه الذرات المشحونة بالكهرباء أيونات. وتوجد معظم هذه الأيونات في الأجزاء السفلى من الثيروموسفير، لذلك تُسمى هذه الأجزاء من الطبقة الغلاف الأيوني (الأيونوسفير). حيث تؤدي هذه الطبقة دورًا كبيرًا في الاتصالات الراديوية بعيدة المدى. وتقوم هذه الطبقة بعكس الموجات الكهرومغنطيسية إلى الأرض عوضًا عن انتشارها في الفضاء. وتظهر يوميًا في طبقة الثرموسفير حالات مدٍ غازي هائلة، وتغير حالات المد هذه اتجاهها كل ست ساعات. كما يظهر ضوء طبيعي في هذه الطبقة يسمى الشفق. ويحدث الفلق عندما تجذب الأرض تلك الذرات المتأينة في طبقة الثرموسفير إليها، إذ تتحطم الجزيئات في طبقة الثرموسفير مكوِّنة حلقة حول الأقطاب المغنطيسية للأرض، وينتج عن ذلك طاقة على شكل ضوء. ويسمى الشفق الذي يبدو في شمال الكرة الأرضية الشفق الشمالي. أما الشفق الذي يظهر في النصف الجنوبي من الكرة الأرضية فيسمى الشفق الجنوبي. يسمى الجزء العلوي من طبقة الثرموسفير الإكسوسفير (الغلاف الخارجي)، وترتفع إلى حوالي 480كم عن سطح الأرض إلى أن تنتهي في الرياح الشمسية. ولا يوجد في الأكسوسفير إلا القليل من الهواء. ولا تجد السفن الفضائية والأقمار الصناعية التي تدور حول الأرض في هذه المنطقة مقاومة تذكر. وتتحرك بعض الذرات والجزيئات في الأكسوسفير بسرعة هائلة جدًا، حيث تتغلب على قوة جاذبية الأرض وتنطلق إلى الفضاء الخارجي، وهكذا فإن الأرض تفقد غلافها الجوي بالتدريج. ولكن هذه العملية تحتاج إلى بلايين السنين حتى تأتي على مجمل الغلاف الجوي المحيط بالكرة الأرضية.

## أصل الغلاف الجوي
ليس هنالك تاريخ محدد يمكن أن يعوَّل عليه في تكوين فكرة صحيحة عن تاريخ تكوين الغلاف الجوي، على أن بعض الباحثين في تاريخ نشأة الأرض يرجحون أنها قد تشكلت منذ 4,5 مليار سنة، وغالبًا لم تكن تحتوي على غلاف جوي. وبالتدريج بدأت الغازات المنطلقة من الأرض تتجمع حولها. فعلى سبيل المثال، أطلقت أعداد هائلة من البراكين على الأرض الناشئة العديد من الغازات مثل النشادر وثنائي أكسيد الكربون وأول أكسيد الكربون والهيدروجين والميثان والنيتروجين وثنائي أكسيد الكبريت وبخار الماء. وبذلك شكَّلت هذه الغازات المنبعثة من البراكين الجزء الأكبر من الغلاف الجوي القديم لسطح الأرض. وتكاثف جزء كبير من بخار الماء المنبعث من البراكين ليشكل الأنهار والبحيرات والمحيطات. أما بقية الغازات المكونة للغلاف الجوي القديم فقد ذابت في المحيطات أو كونت صخور القشرة الأرضية. ولكن معظم النيتروجين بقي في الغلاف الجوي، وأضيف إليه لاحقًا غاز الأرجون والزينون بفعل تحلل بعض العناصر المشعة على سطح الأرض. ويبدو أن الغلاف الجوي في الأزمنة القديمة لم يكن يحتوي على نسبة كبيرة من الأكسجين، ولكن بعد ظهور الطحالب وغيرها من الكائنات النباتية الخضراء في المحيطات قبل 3,5 مليار سنة، بدأت كمية الأكسجين بالازدياد نتيجة لعملية التركيب الضوئي. وبانتشار النباتات على سطح الأرض يضاف مزيد من الأكسجين إلى الغلاف الجوي. وقبل 400 مليون سنة كان الغلاف الجوي يحتوي غالبًا على نفس كمية الأكسجين التي يحتوي عليها الآن. ومع مرور الأيام أحدثت الأنشطة البشرية تغييرات مهمة في تركيب الغلاف الجوي. فمثلاً، يضاف ثنائي أكسيد الكربون إلى الغلاف الجوي بفعل احتراق فحم أو زيت أو وقود يحتوي على الكربون. فمنذ عام 1900م، تسبب استخدام مثل هذه الأنواع من الوقود في إحداث زيادة في ثنائي أكسيد الكربون قدرها 15% من حجم ثنائي أكسيد الكربون الموجود في الغلاف الجوي. وعمومًا، بقيت نسبة الغازات في الغلاف الجوي كما هي تقريبًا عبر ملايين السنين.

## دراسة الهواء
منذ قديم الزمان، عرف الإنسان أن الهواء ضروري للحياة. فخلال القرن الخامس قبل الميلاد، اقترح الفيلسوف الإغريقي أمبيدوقليز أن أربعة عناصر هي الهواء والأرض والنار والماء تتحد بنسب مختلفة لتكون الخليقة. وقد وافقه على هذه الفكرة العديد من العلماء الإغريق. وفي القرن الرابع قبل الميلاد كتب الفيلسوف الإغريقي أرسطو كتاب الميترولوجيا (أي علم الأرصاد الجوية) الذي يضم ما جمعه من ملاحظات عن طبيعة الهواء وأشكال الطقس المختلفة. لم يستطع الفلاسفة والعلماء في السابق أن يختبروا نظرياتهم حول الهواء لعدم وجود الأجهزة الخاصة بقياس خواص الهواء. فقد بدأت ملاحظة العلماء للهواء منذ عام 1593م، عندما اخترع العالم الإيطالي جاليليو مقياسًا للحرارة. وفي عام 1643م اخترع العالم الإيطالي إيفانجليستا توريشلي جهاز البارومتر لقياس الضغط الجوي. وقد أثبت هذا الجهاز أن للهواء وزنًا. وفي منتصف القرن السابع عشر الميلادي استخدم الكيميائي الأيرلندي روبرت بويل البارومتر لإيجاد صيغة تربط بين كمية الهواء وضغطه. وخلال القرن الثامن عشر الميلادي بدأ العلماء دراسة الغازات المكونة للهواء. فقد اكتُشف الأكسجين من قِبَل الكيميائي السويدي كارل شيل في بداية السبعينيات من القرن الثامن عشر الميلادي، وتبعه الكيميائي الإنجليزي جوزيف بريستلي عام 1774م. وفي عام 1777م، أدرك الكيميائي الفرنسي أنطوان لافوازيه أن الأكسجين يساعد على الاشتعال. وفي عام 1772م، اكتشف الطبيب الأسكتلندي دانيال رذرفورد غاز النيتروجين. وفي عام 1894م، عزل اثنان من العلماء هما الكيميائي الأسكتلندي السير وليم رامزي والفيزيائي الإنجليزي البارون رايلي غاز الأرجون. وفي نهاية القرن التاسع عشر توصل العلماء إلى أن تركيب الهواء متشابه في جميع أنحاء الكرة الأرضية. وخلال العقد الأول من القرن العشرين اكتشف فريق نرويجي برئاسة الفيزيائي فلهلم بياركنز تحرك الكتل الهوائية. ونتيجة لالتقاء كتلة هوائية دافئة بكتلة هوائية باردة ينشأ ما يسمى الجبهة، يختلف فيها الطقس بصورة فجائية. وقد ساعدت هذه النماذج لأنظمة الطقس على التقدم الواسع في مجال التنبؤ الدقيق لحالات الطقس. ومع منتصف القرن العشرين حصل تقدم هائل في المعدات الخاصة بدراسة الغلاف الجوي. فاليوم تُستخدم كل من أجهزة الرادار والصواريخ والأقمار الصناعية والمناطيد (البالونات) لدراسة الأحوال الجوية. وقد مكنت هذه التسهيلات العلماء من مراقبة الغلاف الجوي باستمرار، كقياس مستويات التلوث الجوي وقياس التغيرات التي تطرأ على تركيب الهواء. وغالبًا ما يحمل المنطاد جهاز المسبار الراديوي (اللاسلكي)، الذي يقيس درجة الحرارة والضغط الجوي والرطوبة في الجو على مختلف الارتفاعات. حيث تبث أجهزة الإرسال في جهاز المسبار الراديوي المعلومات الخاصة بالطقس إلى المحطات المناخية على سطح الأرض. كما تساعد الحواسيب علماء الأرصاد الجوية في تحليل الكم الهائل من البيانات المناخية من مختلف المصادر وإعداد خرائط خاصة بالطقس.

## حساب ضغط الهواء
PV=nRT
P:ضغط الجو
V:حجم الغاز
n:عدد المولات
R:ثابت القيمة=8.71j/k.mol
T:درجة الحرارة بالكلفن(273+0) التحيل من الدرجة المئوية إلى الكلفن الوحدة k

## مواضيع ذات صلة
- تدرج كثافة
- التوسع الكوني.
- غلاف جوي خارجي.
- وميض أشعة غاما الأرضي

## وصلات خارجية
- صورة تظهر مختلف طبقات الغلاف الجوي للأرض التقطها انديفور في 29 يوليو.